# دمبل (ابزار ورزشی)

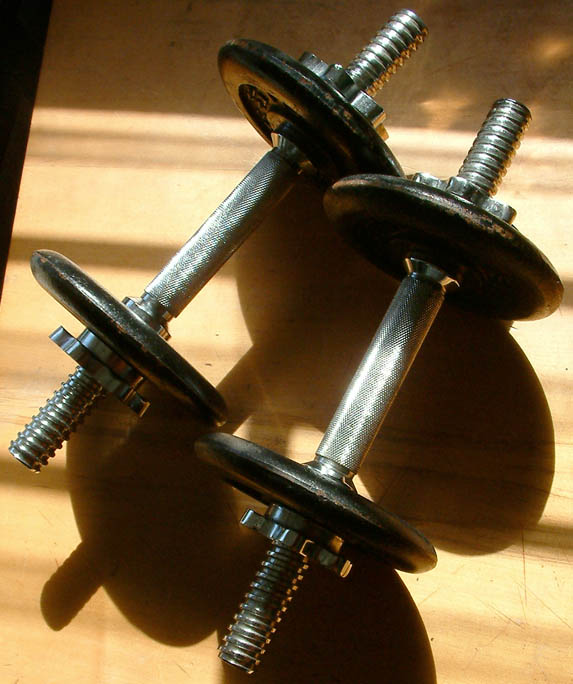
یک جفت دمبلِ قابل تنظیم، با دو کیلو وزنه

دَمبِل (به انگلیسی: Dumbbell، دامبِل) نوعی وزنه است که در بدن‌سازی از آن استفاده می‌شود. بعضی از انواع دمبل قابل تنظیم‌اند، یعنی وزنِ آنها را می‌توان کم یا زیاد کرد، و وزنِ بعضی دیگر ثابت است. دمبل الیاف بیشتری را در عضلات درگیر میکند و دمبل را می‌توان به صورت تکی یا جفت در وزن های مختلف به کار برد.

## تاریخچه
دمبل به شکل چماق یا گرز، از هزاران سال پیش توسط هندیان استفاده می‌شده‌است که به آن «گرز هندی» گفته می‌شود. با وجود شهرت آن به گرز هندی، این وزنه در اصل همان میل زورخانه‌ای است که استفاده از آن در میان کشتی‌گیران ایرانی متداول بوده و سپس به نقاط دیگر از جمله به مصر و هند راه یافته‌است. باستانی‌کاران ایرانی امروزه نیز از میل برای ورزش در زورخانه‌ها استفاده می‌کنند.

## واژه‌شناسی
دمبل از کلمهٔ انگلیسیِ dumb به‌معنی لال یا گنگ و bell به‌معنی زنگ ساخته شده‌است، زیرا ظاهرِ آن شبیه زنگ کلیسا است، ولی برخلاف آن صدایی ایجاد نمی‌کند.